# Svalsta (Nynäshamn)
Svalsta is een plaats in de gemeente Nynäshamn in het landschap Södermanland en de provincie Stockholms län in Zweden. De plaats heeft 87 inwoners (2005) en een oppervlakte van 28 hectare.